# Pedicia (Crunobia) littoralis
Pedicia (Crunobia) littoralis is een tweevleugelige uit de familie Pediciidae. De soort komt voor in het Palearctisch gebied.